# Hutträger des Jahres
Der Hutträger des Jahres ist eine Auszeichnung, die seit 2013 von der Gemeinschaft Deutscher Hutfachgeschäfte e. V. (GDH) verliehen wird. Die Auszeichnung wird jährlich am 25. November, dem internationalen Tag des Hutes, an eine oder einen prominenten Hutträger vergeben. Die Preisträger werden mit einem goldenen Hut ausgezeichnet.

## Bisherige Preisträger
- 2013: Nadine Angerer – Fußball-Torhüterin[1]
- 2014: Andreas Hoppe – Schauspieler[2]
- 2015: Roger Cicero – Jazz-Sänger[3]
- 2016: Jan Josef Liefers – Schauspieler[4]
- 2017: Gregor Meyle – Singer-Songwriter[5]
- 2018: Massimo Sinató – Profi-Tänzer[6]
- 2019: Johannes Oerding – Popsänger[7]
- 2020: Horst Lichter – Moderator[8]
- 2021: Harald Lesch – Astrophysiker[9]
- 2022: Max Mutzke – Sänger und Musiker[10]
- 2023: Kai und Thorsten Wingenfelder – Musiker (Fury in the Slaughterhouse)[11]
- 2024: Torsten Sträter – Komiker und Schriftsteller[12]